# Гипотеза бабушки
Гипо́теза ба́бушки (англ. Grandmother hypothesis) —  гипотеза в эволюции человека, призванная объяснить происхождение менопаузы у женщин. Гипотеза постулирует, что с возрастом женщины её затраты на воспроизводство растут, и становится выгоднее направить свою энергию на помощь в воспроизводстве уже своему потомству. Таким образом, помогая растить своих внуков, бабушки помогают сохранению своих генов в популяции. Кроме того, таким образом бабушки укрепляют свои социальные связи в роду, и это, вероятно, способствует улучшенному обеспечению жизненно необходимыми ресурсами. Этот эффект может выходить за рамки родственных связей, и улучшать эволюционную приспособленность целых сообществ.

## Предпосылки
Идея о том, что менопауза может являться эволюционной адаптацией, впервые была предложена Джорджем Уильямсом. Он предположил, что поскольку зависимое от матери потомство погибнет вскоре после её гибели, с возрастом женщине выгоднее переставать воспроизводиться, а вместо этого сосредоточиться на помощи своему уже имеющемуся потомству. Таким образом удастся снизить связанные с возрастом матери риски для уже имеющегося потомства.

### Родственный отбор
Родственный отбор описывает механизм, благодаря которому альтруистичное поведение по отношению к своим близким сородичам может способствовать распространению как минимум части генов индивида. Описывается формулой {\displaystyle rb>c}. Бабушки, таким образом, будут отказываться от собственного воспроизводства, когда выгода помощи своим сородичам (b), помноженная на родственную близость сородичей (r), перевесит потери, связанные с отказом от воспроизводства (c).
Свидетельства родственного отбора появились с изменениями в практиках добычи и распределениям пищи женщинами в результате изменения климата 1,7—1,8 млн лет назад. Эти изменения увеличили зависимость молодого потомства от матери, поскольку матерям пришлось переключиться на другие источники пищи (клубни), требующие особых умений для добычи и обработки. Эти изменения наложили ограничения на межродовые интервалы, поспособствовав возникновению эволюционного эффекта бабушки.

### Родительский вклад
Родительский вклад описывает деятельность индивида, благоприятствующую своему потомству в ущерб собственным интересам. Эта теория объясняет половые различия во вкладе родителей в заботу о своём потомстве. В частности, женщины более уверены в генетическом родстве со своим потомством, чем мужчины, т.к. процесс родов является надёжным маркером. В свою очередь, мужчинам менее выгодно вкладываться в потомство, т.к. вероятность содействовать чужому потомству выше. Это различие также транслируется на бабушек и дедушек, т.е. бабушки будут более склонны помогать внукам, чем дедушки, причём в большей степени потомству своих дочерей, нежели сыновей.

## Эффект бабушки
Теория эволюции постулирует, что все организмы максимально вкладываются в свою репродукцию для распространения своих генов. Согласно теории родительского вклада, женщины сильно вкладываются в своё потомство, поскольку количество возможного потомства сильно ограничено биологией пола. Межродовой интервал ограничивает количество потомства женщины, поскольку каждый ребёнок требует длительной поддержки до тех пор, пока станет самостоятельным. Длительное детство, а также длительная продолжительность жизни женщины после окончания репродуктивного возраста среди приматов свойственны только человеку. Из-за этих особенностей, бабушки хорошо подходят на роль помощников в воспитании внуков. Так как внуки несут часть генов бабушки, такая помощь в её интересах.

### Репродуктивное старение
Различие в скорости деградации между соматическими и половыми клетками (гаметами) у женщин — неразрешённый парадокс. Почему соматические клетки деградируют медленнее, и почему человеку свойственно большее соматическое долголетие, чем другим приматам? Поскольку естественный отбор действует гораздо сильнее в молодом возрасте, отбраковка более поздних неблагоприятных мутаций сильно затруднена.
У самок плацентарных количество ооцитов фиксируется во время эмбрионального развития, вероятно как эволюционная адаптация для минимизации количества мутаций. При рождении у женской особи, как правило, около миллиона яйцеклеток. Однако, к наступлению менопаузы успевает созреть только около 400. У людей темпы атрезии фолликулов увеличиваются в возрасте 38-40 лет, по неизвестным причинам. У шимпанзе, ближайших родственников человека среди приматов, наблюдаются схожие темпы атрезии фолликулов примерно до достижения 35-летнего возраста, после чего скорость гибели фолликулов у человека сильно возрастает в сравнении с шимпанзе. Однако, самки шимпанзе, как правило, умирают в репродуктивном возрасте.